# 米格爾·德伊卡薩
米格爾·德伊卡薩（西班牙語： Miguel de Icaza，1972年11月23日—），生於墨西哥市，著名墨西哥籍自由軟體開發者，為GNOME專案與Mono專案的发起人。但后来退出了GNOME项目。

## 生平
米格爾的父親是一名物理學家，而母親是生物學家。他曾就讀於墨西哥國立自治大學(UNAM)，但並沒有得到任何學位。自1992年起，投身於自由軟體的研發寫作工作。
他在Linux上開發了Midnight Commander，一個文字界面的檔案總管。他也是Wine專案的早期貢獻者。他與大衛·米勒一起將Linux移植到SPARC平台上，除了移植了數個影片與網路驅動程式，也負責把libc移植到SPARC平台。他們兩個接下來也將linux移植到MISP平台，移植了數個X Window驅動程式。米格爾·德伊卡薩與英格·蒙內（Ingo Molnár）合作，實作了Linux核心中最早的RAID-1與RAID-5功能驅動程式。
因為KDE桌面環境最初使用了非開放原始碼的軟體庫Qt，自由軟體界希望找出替代的軟體。1997年，米格爾·德伊卡薩與費德里科·梅納發起了GNOME專案。1999年釋出第一個版本。
1999年，米格爾與Nat Friedman共同創辦Helix Code公司，雇用了許多來自GNOME專案的駭客，這間公司之後改名為Ximian。2000年，微軟釋出.NET框架（.NET Framework），米格爾開始了Mono專案。2003年，Novell收購了Ximian，米格爾隨之進入Novell工作。
2011年4月，Attachmate收購Novell，並重整人事，米格爾與其他百餘名員工遭解雇。米格爾與Nat Friedman在美國加州共同創辦了Xamarin公司，繼續Mono的開發工作。
2014年，微軟宣布開放.NET的原始碼，米格爾加入.NET基金會，成為基金會理事之一。

## 家庭
2003年，與巴西人馬利亞·羅拉·索阿雷斯·達西瓦（Maria Laura Soares da Silva）結婚，馬利亞婚後冠夫姓，改名馬利亞·羅拉·德伊卡薩（Maria Laura de Icaza）。

## 榮譽
1999年，獲得自由軟體基金會的自由軟體獎（FSF Free Software Awards）。
2010年，獲得微软最有价值专家（Microsoft MVP）頭銜。

## 在自由軟體社群中的爭議

### 對於微軟技術的支持
米格爾支持微軟的Office Open XML文件標準，這與自由軟體社群中的許多人意見相反。
他同時也支持微軟的.NET框架（.NET Framework）。Mono專案將.NET框架移植到Linux上運行，這引起自由軟體社群中的許多反對聲音，因為微軟握有這個框架的私有版權。米格爾長期為Mono專案與C♯語言辯護，理查德·斯托曼對此曾提出批評。

### 支持Mac OS X
2012年8月，米格爾公開批評Linux桌面環境設計不良，不如Mac OS X。他同時批評了Linux桌面環境在設計時不注意向下兼容，無法引進第三方合作對象。不同的Linux套件造成軟體發展的碎裂化，無法共通。這些因素使他相信Linux桌面環境將無法成功。
2013年3月，米格爾在自己的部落格中進一步宣稱，他已經將自己的桌面環境，由Linux GNOME改成Mac OS X。

## 外部連結
- 米格爾·德伊卡薩個人部落格 （页面存档备份，存于）
- Miguel de Icaza在互联网电影资料库（IMDb）上的資料（英文）
- 米格爾·德伊卡薩的推特 （页面存档备份，存于）